# کرنگان (ورزقان)
کَرَنگان (همچنین: کَرَنَگان، کَرینگان، کِرِنگان یا کیرینگان) روستایی از توابع بخش مرکزی شهرستان ورزقان در استان آذربایجان شرقی ایران است. این روستا در دهستان سینا قرار دارد و براساس سرشماری مرکز آمار ایران در سال ۱۳۸۵، جمعیت آن ۱۲۹ نفر (۲۷ خانوار) بوده است. شغل اصلی اهالی کشاورزی و دامداری است. این روستا تابستانی گرم و معتدل و زمستانی سخت را تجربه می‌کند.

## زبان
زبان مادری مردم روستای کرنگان زبان تالشی است اما به زبان ترکی آذربایجانی هم سخن می‌گویند. مهاجرت اهالی از روستا شدت گرفته است. به گفته یکی از اهالی، حدود ۸۰ خانوار از این روستا به ارومیه و ۸۰ خانوار به تبریز مهاجرت کرده‌اند. این مهاجرت‌ها دلایل مختلفی از جمله دورافتاده بودن روستا و نبود امکانات دارد.
بنا بر برخی نظریات، گویش اهالی این روستا نزدیکی زیادی به زبان اوستایی دارد.